# Saint-Aignan (Tarn-et-Garonne)
Saint-Aignan is een gemeente in het Franse departement Tarn-et-Garonne (regio Occitanie) en telt 409 inwoners (1999). De plaats maakt deel uit van het arrondissement Castelsarrasin.

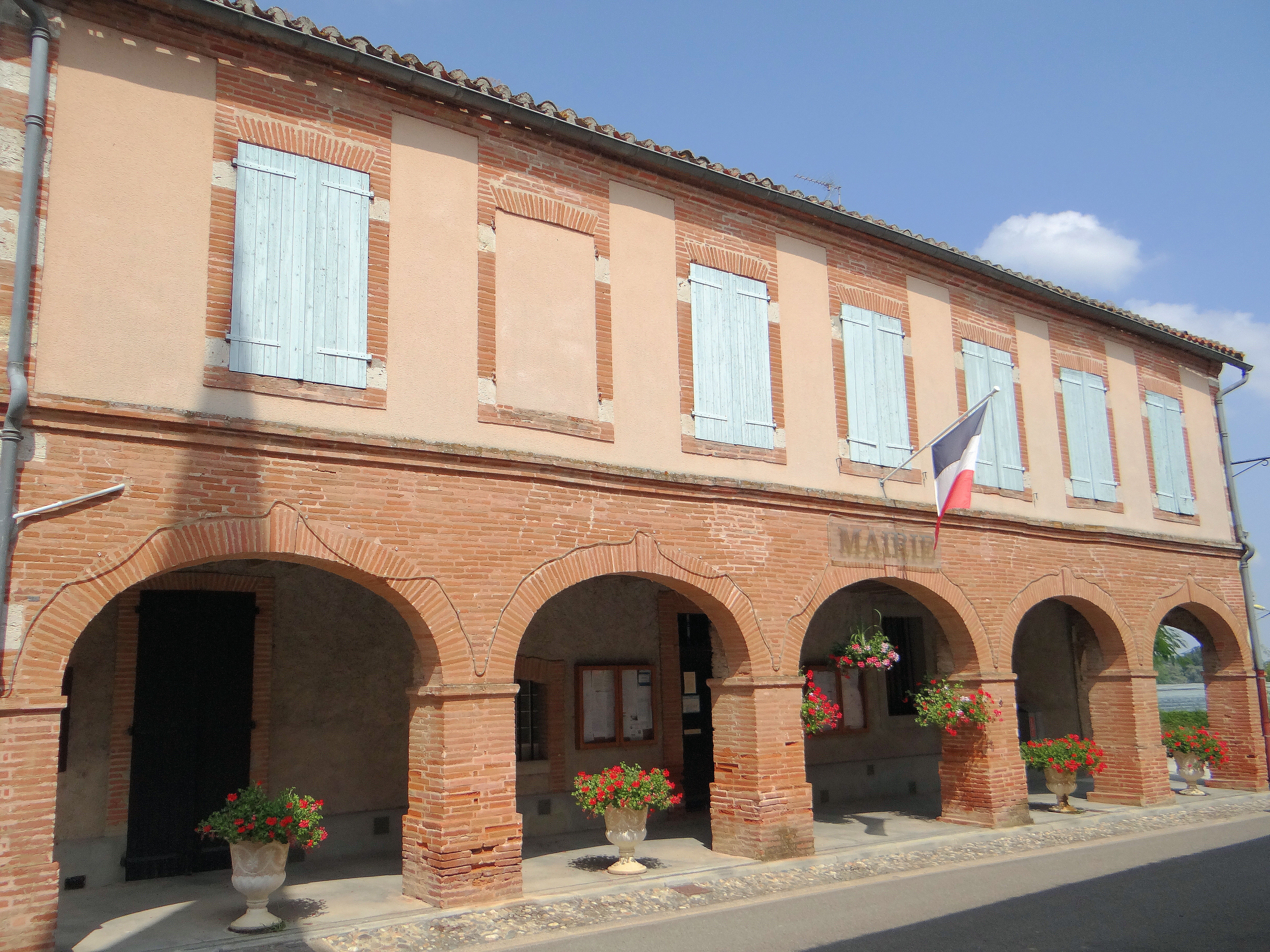
Gemeentehuis

## Geografie
De oppervlakte van Saint-Aignan bedraagt 4,9 km², de bevolkingsdichtheid is 83,5 inwoners per km².
De onderstaande kaart toont de ligging van Saint-Aignan (Tarn-et-Garonne) met de belangrijkste infrastructuur en aangrenzende gemeenten.

## Demografie
Onderstaande figuur toont het verloop van het inwonertal (bron: INSEE-tellingen).